# Tras el huracán, Bahamas
Tras el huracán, Bahamas (en inglés: After the Hurricane, Bahamas) es un cuadro del pintor estadounidense Winslow Homer realizado en 1899. Actualmente forma parte de la colección del Instituto de Arte de Chicago.
Un náufrago yace muerto en la orilla, luego de ser arrastrado por un mar furioso. Vemos fragmentos de su barco destrozado a su alrededor, pero la luz del sol comienza a brillar a través de las nubes que se alejan. El huracán ha pasado y no sabemos cuál es el destino de este pobre hombre.
Homer fue el maestro de la acuarela en esa época en los Estados Unidos, y eso que empezó a los 37 años. Pintaba con esta técnica tan rápida y conseguía captar a la perfección en pocos minutos el lugar donde se encontraba. A cada obra realizada aplicaba una comprensión cada vez más sofisticada del color y la luz a un nuevo conjunto de condiciones atmosféricas.
Durante una estancia en el trópico visitó las Bahamas en el invierno de 1898–99. Ahí escuchó historias terribles sobre naufragios, por lo que decidió «inventarse» su propia versión de los desastres de un huracán. En esta obra usó acuarela muy aguada mezclada con otra muy opaca para crear el océano, las olas, la espuma, y el contraste con la arena y las algas.
Homer retrató el mar en incontables ocasiones, y la mayoría de ellas era un mar muy poco amable.